# Santa Amalia (Málaga)
Santa Amalia es un barrio perteneciente al distrito Centro de la ciudad andaluza de Málaga, España. Según la delimitación oficial del ayuntamiento, limita al norte con el barrio de Monte Dorado; al este, con Camino del Colmenar; y al sur y al este con el barrio de Pinares de Olletas.

## Transporte
En autobús está conectado al resto de la ciudad mediante las siguientes líneas de la EMT: 
| Línea | Trayecto                                  | Recorrido | Frecuencia    |
| ----- | ----------------------------------------- | --------- | ------------- |
| 37    | Alameda Principal - Altamira/Monte Dorado | Recorrido | 25-30 minutos |